# Giovanni Mauro della Rovere

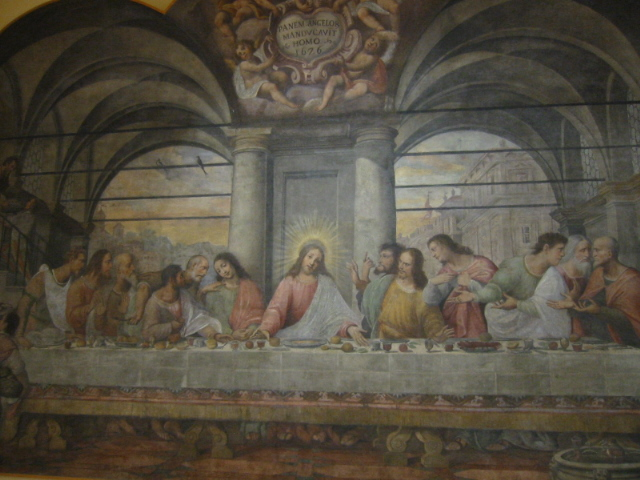
La Cène inspirée de La Cène de Léonard de Vinci - Musée des sciences et des techniques Léonard de Vinci à Milan

Giovanni Mauro della Rovere (Milan, 1575-1640) est un peintre italien de l'école lombarde actif à Milan entre la fin du XVIe et le début du XVIIe siècle et plus connu, avec son frère Giovanni Battista (~1560 - 1627), sous le nom commun de I Fiammenghini (les Flamands), frère particulièrement connu pour les Scene della Vita di San Giovanni Battista du Dôme de Monza.

## Biographie
Giovanni Mauro della Rovere fut l'élève de Giulio Cesare Procaccini et participa avec lui au Quadroni di San Carlo, au dôme de Milan, cycle monumental de la vie de saint Charles Borromée pour sa béatification.

## Œuvres
La Cène (1626), hommage au tableau la Cène de Léonard de Vinci, pour le monastère des Disciplini de Milan ; aujourd'hui au musée des sciences et des techniques Léonard de Vinci à Milan.

## Œuvres communes
Le Fiammenghini sont connus principalement pour de la décoration d'une grande partie de l'intérieur de l'Abbaye de Chiaravalle Milanese (maintenant un quartier de Milan) ; en particulier le transept, le presbytère, la contre-façade et la voûte de l'abside.
D'autres de leurs œuvres se trouvent dans la chapelle Atellani de l'Église Santa Maria delle Grazie, dans l'Église Sant'Aquilino à Cassano d'Adda, dans l'église de Sant'Eusebio à Peglio, au Mont Sacré de Varallo et dans le sanctuaire de la Madonna del Sasso de Locarno.
Ils opèrent également dans la Chiesa del Salvatore e Santa Margherita d'Antiochia di Pisidia à Busto Garolfo, où ils peignent à fresque la chapelle du maître-autel (aujourd'hui disparu) et la chapelle San Giuseppe (quelques fragments) et au cycle de  fresques et de toiles à la Chiesa dei Santi Faustino e Giovita a Bienno (La Madonna con Bambino e Santi e L'Ultima cena) et à la paroisse  Santa Maria Annunziata, en Valcamonica et également à Melegnano.